# Einar von Strokirch
Einar Fredrik Bernhard von Strokirch, född 22 april 1879 på Styrshult, Korsberga socken, Skaraborgs län, död 9 november 1932 i Hjo, var en svensk tecknare, grafiker och författare.
Han var son till godsägaren Christoffer von Strokirch och friherrinnan Gustava Charlotta Ingeborg Carolina Fleetwood och från 1919 gift med Gabriella Bohman. von Strokirch studerade vid Althins målarskola i Stockholm och för djurmålaren Heinrich von Zügel vid Akademie der Bildenden Künste München samt genom självstudier under resor till Danmark, Nederländerna, Frankrike, Belgien och England. Han arbetade som konstnärlig rådgivare vid Svenska teatern i Stockholm 1921–1924 där han satte upp flera historiska pjäser. Han medverkade i en utställning med svensk konst som visades i Helsingborg 1903 och arrangerade tillsammans med Nabot Törnros och Jacob Sandberg grupputställningar i Hjo. 
Hans konst består av historiebilder, genrescener, porträtt, landskapsskildringar, hästar och andra djur, men han blev mest känd för sina planscher av uniformerade militärer där han återgav med en stor exakthet uniformstyper från skilda tider och regementen. Som illustratör medverkade han med tecknade gubbar i skämttidningarna Strix och Puck 1902–1910 och som reportagetecknare medverkade han i Svenska Dagbladet, Scouten med flera svenska och engelska publikationer. Han utförde illustrationerna till bland annat Heidenstams Karolinerna, 1904–1905, Felix Dahns En strid om Rom och den tillsammans med Ebbe Lieberath utgivna boken Ett Boy-Scout ABC. På egen hand utgav han böckerna Svenska arméns munderingar 1680–1905 och Hur hemmet danas. Vid sidan av sitt konstnärskap satte han musik till Heidenstams Jutta kommer till Folkungarna och skrev noveller, kåserier samt utgav de två romanerna Ofredstid och 'Nils Stensson Sture under pseudonymen Ernst Blom. von Strokirch är representerad vid Nationalmuseum, Göteborgs historiska museum, Gävle museum, Armémuseum Kalmar läns museum,, Gustav VI Adolfs samling samt ett stort antal officersmässar.